# Щелино (Ненецкий автономный округ)
Ще́лино — деревня в Заполярном районе Ненецком автономном округе России. Входит в состав Великовисочного сельсовета. Основана в 1883 году.

## Население
| 2002 | 2010 |
| ---- | ---- |
| 143  | ↘104 |

Численность населения деревни, по данным Всероссийской переписи населения 2010 года, составляла 104 человека.

## География
Деревня расположена на левом берегу реки Сула. Расстояние от села Великовисочное — 15 км.

## Экономика
Основное занятие населения — рыболовство и молочное животноводство. В деревне расположено отделение рыболовецкого колхоза СПК РК «им. Ленина».

## Инфраструктура
Начальная школа, детский сад, дом культуры, электростанция.